# Goff (Kansas)
Goff é uma cidade localizada no estado americano de Kansas, no Condado de Nemaha.

## Demografia
Segundo o censo americano de 2000, a sua população era de 181 habitantes.
Em 2006, foi estimada uma população de 173, um decréscimo de 8 (-4.4%).

## Geografia
De acordo com o United States Census Bureau tem uma área de
0,5 km², dos quais 0,5 km² cobertos por terra e 0,0 km² cobertos por água. Goff localiza-se a aproximadamente 374 m acima do nível do mar.

## Localidades na vizinhança
O diagrama seguinte representa as localidades num raio de 20 km ao redor de Goff.